# Oude watertoren (Vlaardingen, 1885)
In 1885 werd in Vlaardingen een watertoren gebouwd met een hoogte van 21,80 meter en een ijzeren reservoir met een inhoud van 100 m3. Deze watertoren, die op het terrein van de drinkwaterleiding stond, bestaat niet meer. Tien jaar na de bouw was het watergebruik in de stad door de groei van het aantal inwoners dusdanig gegroeid dat de capaciteit niet meer voldeed. Er verrees elders in Vlaardingen, aan de Emmastraat, een tweede watertoren, die jarenlang naast de oude heeft bestaan. Sinds 1955 staat in Vlaardingen een andere watertoren. Toen die in gebruik werd genomen werden de oude watertorens gesloopt.
Op stafkaarten tussen 1891 en 1955 is de eerste watertoren gemarkeerd. Hij stond aan de Nieuwe Maas, iets ten oosten van de ingang naar de Buitenhaven. Op die plek, tegenwoordig ten westen van de Koningin Wilhelminahaven, bevond zich een terrein van de waterleiding.